# 라트비아 신화
라트비아 신화는 라트비아의 역사를 통해 나타난 신화의 집합체로서, 후대에 의해 정교하게 기술되거나 거부당하고 다른 글로 대체되기도 한다. 이런 신화들은 라트비아인들의 민속 전통과 기독교 이전의 발트 신화에서 비롯된다.
라트비아 신화는 특히 라트비아의 역사적 이교도 신앙과 국가 정체성을 재구성하고 분석하는 도구로 사용된다.
이러한 신화의 전부는 아닐지라도 대부분의 세부사항들은 지역마다 그리고 때로는 가족에 이르기까지 다양하다는 것을 주목하는 것이 중요하다.

## 같이 보기
- 디에브투리바
- 발트 신화
- 리투아니아 신화